# حرب المبيدات العشبية

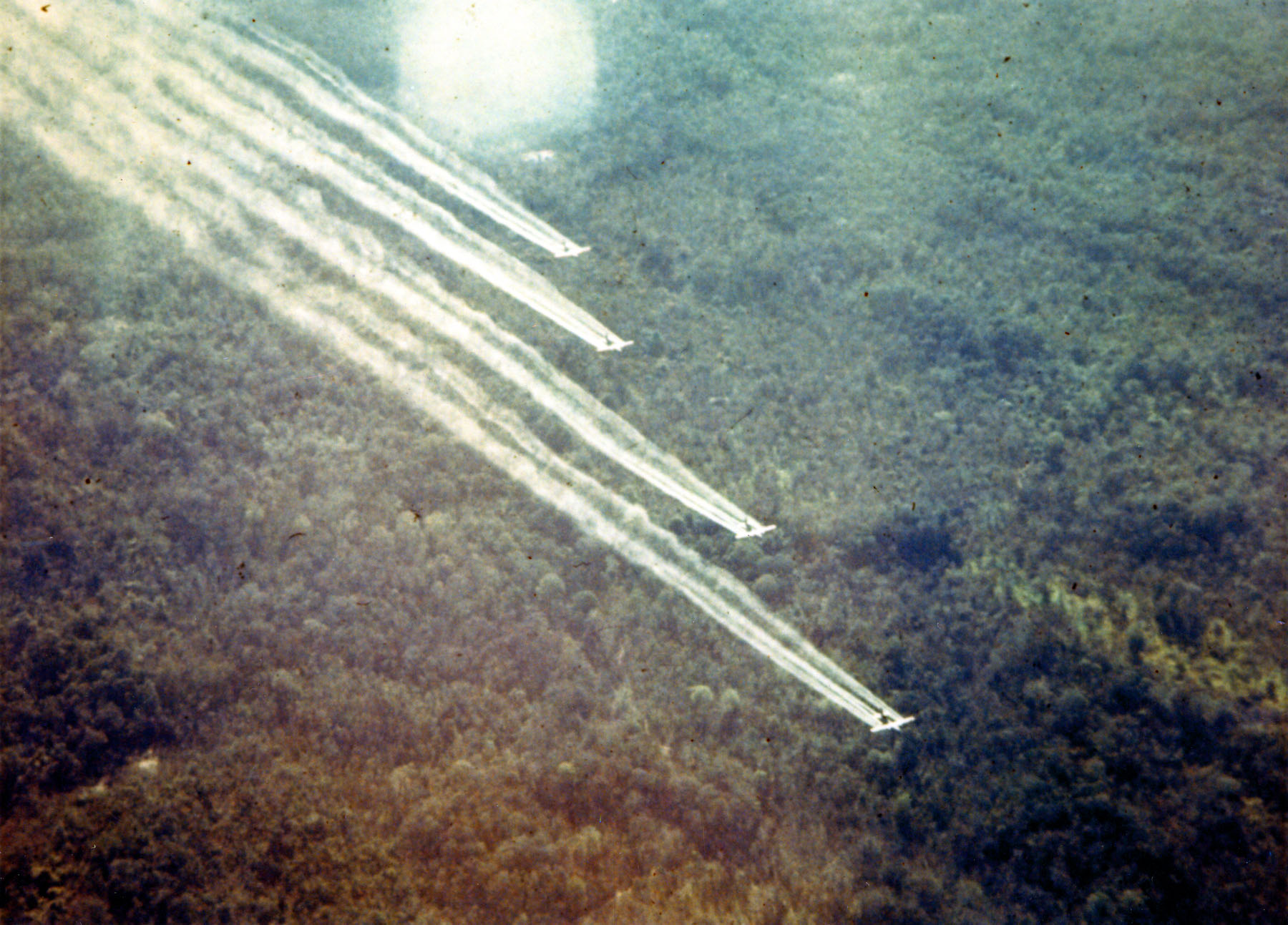
رش جوي لمواد نزع الأوراق, جزء من عملية يد المزرعة, أثناء حرب فيتنام بواسطة طائرة UC-123B.

حرب مبيدات الأعشاب هي استخدام مواد مصممة أساساً لتدمير النظام البيئي النباتي في منطقة ما. على الرغم من أن الحرب بمبيدات الأعشاب تستخدم مواد كيميائية، فإن هدفها الرئيسي هو تعطيل إنتاج الغذاء الزراعي و/أو تدمير النباتات التي توفر الغطاء أو امكانية لاختباء القوات المعادية، وليس اختناق أو تسميم البشر و/أو تدمير الهياكل التي من صنع الإنسان. تم حظر الحرب بمبيدات الأعشاب بموجباتفاقية حظر استخدام تقنيات التغيير في البيئة منذ عام 1978مK والتي تحظر «أي تقنية لتغيير تكوين أو هيكلية الكائنات الحية على الأرض».

## تاريخ
حرب مبيدات الأعشاب كانت في العصر الحديث نتيجة اكتشافات الأبحاث العسكرية لمواد تنظيم نمو النباتات خلال فترة الحرب العالمية الثانية، وبالتالي فهي تقدم تكنولوجي في ممارسات الأرض المحروقة من قبل الجيوش عبر التاريخ لحرمان العدو من الطعام والغطاء.
بدأ العمل في مبيدات الأعشاب العسكرية في إنجلترا عام 1940م، وبحلول عام 1944م، انضمت الولايات المتحدة إلى هذا المجال. وعلى الرغم من أن مبيدات الأعشاب عبارة عن مواد كيميائية، نظراً لآلية عملها (منظمات للنمو), فإنها غالباً ما تُعتبر وسيلة للحرب البيولوجية. تم استكشاف أكثر من 1000 مادة بنهاية الحرب لفحص خصائصها السامة للنبات، وتصور الحلفاء استخدام مبيدات الأعشاب لتدمير محاصيل المحور. لم يعتقد المخططون البريطانيون أن مبيدات الأعشاب كانت مجدية من الناحية اللوجستية ضد ألمانيا.
في مايو 1945م، قدم الجنرال فيكتور إي بيتراندياس في سلاح الجو الأمريكي اقتراحاً لرئيسه الجنرال أرنولد لاستخدام ثيوسيانات الأمونيوم بهدف تقليل محصول الأرز في اليابان كجزء من غارات القصف عليها. وقد كان هذا جزءاً من مجموعة أكبر من الإجراءات المقترحة لتجويع اليابانيين. بحسب الخطة فإن ثيوسيانات الأمونيوم لن يُنظر إليها على أنها «هجوم بغاز سام» لأن المادة لم يكن لها تأثيرات خطيرة على البشر. من ناحية أخرى، تصور نفس الخطة أنه إذا كانت الولايات المتحدة ستخوض «حرب بالغازات السامة» ضد اليابان، فإن غاز الخردل سيكون أكثر فاعلية في القضاء على محصول الأرز. رفضت مجموعة الهدف المشترك الخطة باعتبارها غير سليمة من الناحية التكتيكية، لكنها لم تبد أي تحفظات أخلاقية.

### مالايا
خلال حالة الطوارئ الملايو (1948-1960م), نشر الجيش البريطاني مبيدات الأعشاب ونازع ورق الشجر في الريف الماليزي (بما في ذلك الحقول الزراعية) من أجل حرمان متمردي جيش التحرير الوطني الماليزي (MNLA) من التغطية ومصادر الغذاء المحتملة وطردهم من الغابة. احتوت مبيدات الأعشاب والمزيلات التي نشرها البريطانيون على مادة Trioxone, وهو مكون شكل جزءاً من التركيب الكيميائي لمبيد الأعشاب البرتقالي الذي استخدمه الجيش الأمريكي خلال حرب فيتنام. حقق نشر مبيدات الأعشاب والمزيلات غرضاً مزدوجاً يتمثل في تقليل غطاء الغابة لمنع الكمائن وتدمير حقول المحاصيل في المناطق التي كانجيش التحرير الوطني المالايوي نشطاً فيها لحرمانهم من المصادر المحتملة للغذاء. في صيف عام 1952م، تم رش 500 هكتار بـ 90.000 لتر من التريوكسون من سيارات الإطفاء؛ وجد البريطانيون صعوبة في تشغيل الآليات في ظروف الغابة أثناء ارتداء معدات الحماية الكاملة. تم رش مبيدات الأعشاب والمزيلات أيضاً من طائرات سلاح الجو الملكي (RAF).
تُظهر السجلات التاريخية لمادة DOW الكيميائية أن "Super Agent Orange", والذي يُطلق عليه أيضاً اسم DOW Herbicide M-3393, كان عبارة عن العامل البرتقالي الذي تم خلطه مع البيكلورام. من المعروف أن Super Orange تم اختباره من قبل ممثلين من Fort Detrick و DOW Chemical في تكساس وبورتوريكو وهاواي ولاحقاً في ماليزيا في مشروع تعاوني مع المعهد الدولي لبحوث المطاط.
تركزت مناقشات الحكومة البريطانية على تجنب القضية الشائكة حول ما إذا كانت حرب مبيدات الأعشاب تنتهك بروتوكول جنيف لعام 1925م، والذي يحظر الحرب الكيميائية بعبارات عامة إلى حد ما. فقد كان البريطانيون حريصين على تجنب الاتهامات مثل مزاعم الحرب البيولوجية في الحرب الكورية الموجهة ضد الولايات المتحدة. ووجدت الحكومة البريطانية وقتها أن أبسط حل هو إنكار وجود صراع بالأساس في مالايا. حيث أعلنوا أن التمرد مسألة تتعلق بالأمن الداخلي، وبالتالي فإن استخدام مبيدات الأعشاب كان من اختصاص الشرطة المحلية، مثل استخدام غاز سي إس للسيطرة على أعمال الشغب.
عانى العديد من موظفي الكومنولث الذين تعاملوا مع مبيدات الأعشاب ومزيلات الأوراق أثناء النزاع وفي العقود التالية له من التعرض الخطير لمادة الديوكسين، مما أدى أيضاً إلى تعرية التربة في مناطق ماليزيا. عانى ما يقرب من 10000 مدني ومتمرد في ماليزيا أيضاً من آثار مادة نزع الأوراق، على الرغم من أن العديد من المؤرخين يجادلون بأن العدد الحقيقي كان أعلى بالنظر إلى أن مبيدات الأعشاب ومزيلات الأوراق قد استخدمت على نطاق واسع في حالة طوارئ الملايو. تلاعبت الحكومة البريطانية بالبيانات وأبقت نشرها لحرب مبيدات الأعشاب سراً خوفاً من حدوث رد فعل دبلوماسي عنيف.

### حرب فيتنام

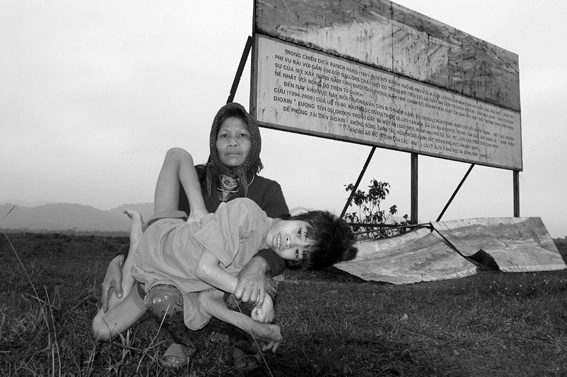
كان لاي, 55 عاماً, وابنها, كي فان بيك, 14 عاماً, معاق جسدياً وعقلياً, يقفان أمام لوحة الإعلانات يدينان عملية يد المزرعة.

استخدمت الولايات المتحدة مبيدات الأعشاب في جنوب شرق آسيا خلال حرب فيتنام. أدى النجاح في الاختبارات الميدانية لمشروع Project AGILE الخاص بمبيدات الأعشاب في جنوب فيتنام في عام 1961م والإلهام من استخدام البريطانيين لمبيدات الأعشاب والمزيلات أثناء حالة الطوارئ في الملايو في الخمسينيات من القرن الماضي إلى إنشاء البرنامج الرسمي لمبيدات الأعشاب المسمى غبار المسار Trail Dust (1961-1971م). كان برنامج Operation Ranch Hand, وهو برنامج للقوات الجوية الأمريكية يستخدم طائرات C-123K لرش مبيدات الأعشاب فوق مساحات كبيرة، أحد البرامج العديدة في إطار عملية Trail Dust. استخدمت أطقم الطائرات المكلفة برش مادة تساقط الأوراق شعاراً ساخراً - «أنت فقط من يمكنه منع الغابات» - اقتباساً من تحذير مشهور من خدمات الغابات الأمريكية لعامة الناس «فقط أنت يمكنك منع حرائق الغابات». تزعم الولايات المتحدة وحلفاؤها رسمياً أن مبيدات الأعشاب والعوامل الحارقة مثل النابالم تقع خارج نطاق تعريف «الأسلحة الكيماوية» وأن بريطانيا كانت سباقة باستخدام هذه المواد خلال حالة طوارئ ملايو.
بدأت عملية يد المزرعة Ranch Hand كبرنامج محدود لإزالة أوراق المناطق الحدودية، والمنطقة الأمنية، وتدمير المحاصيل. مع استمرار الصراع، اكتسبت مهمة مكافحة المحاصيل أهمية أكبر، واستخدمت (إلى جانب عوامل أخرى) مسقطات الأوراق لإجبار المدنيين على مغادرة الأراضي التي تسيطر عليها فيت كونغ إلى المناطق التي تسيطر عليها الحكومة. كما تم استخدامه بشكل تجريبي لعمليات حرق الغابات لمساحات كبيرة والتي فشلت في تحقيق النتائج المرجوة.

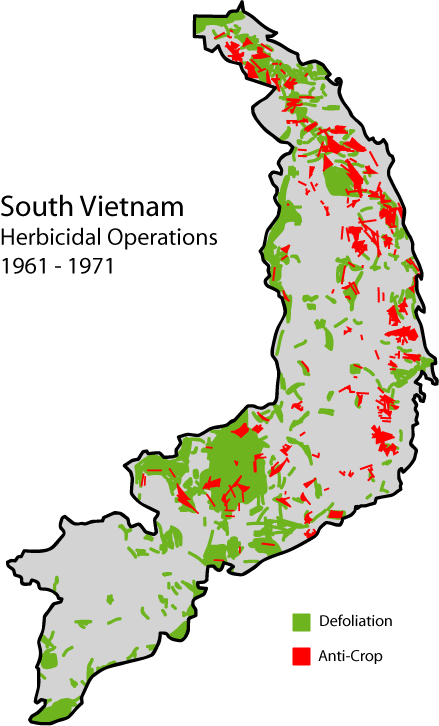
خريطة لاستخدام مبيدات الأعشاب خلال حرب فيتنام.

تم الحكم على مواد نزع الأوراق في عام 1963م على أنها تحسن الرؤية في الأدغال بنسبة 30-75٪ أفقياً و 40-80٪ عمودياً. أدت التحسينات في أنظمة التوصيل بحلول عام 1968م إلى زيادة هذه النسبة إلى 50-70٪ أفقياً، و60-90٪ رأسياً. كان طيارو Ranch Hand أول من رسم خريطة بمقياس 1: 125000 دقيقة لمسار Ho Chi Minh جنوب تشيه بون في لاوس عن طريق إزالة أوراق الشجر العمودية على المسار كل نصف ميل أو نحو ذلك.
تسبب استخدام مبيدات الأعشاب في فيتنام بنقص المبيدات التجارية وذلك في منتصف عام 1966م عندما كان على وزارة الدفاع استخدام صلاحيات خاصة من قانون الإنتاج الدفاعي لعام 1950 لتأمين الإمدادات.
كان تركيز مبيدات الأعشاب التي تم رشها في عملية Ranch Hand أكبر من تلك المستخدمة في الاستخدام المنزلي. تم رش ما يقرب من 10٪ من مساحة اليابسة في جنوب فيتنام - حوالي 17000 كيلومتر مربع. تقريباً 85٪ من المواد التي تم رشها كانت لنزع الأوراق وحوالي 15٪ كانت لتدمير المحاصيل.

### حرب على المخدرات في أمريكا الجنوبية وأفغانستان
انظر في: خطة كولومبيا

## أنواع مبيدات الأعشاب
كان لدى الولايات المتحدة رموز عسكرية تقنية لمبيدات الأعشاب التي تم استبدالها منذ ذلك الحين بأسماء رموز الألوان الأكثر شيوعاً المشتقة من اللوحات التعريفية الموجودة على براميل الشحن. كما ميزت الولايات المتحدة بين مبيدات الأعشاب التكتيكية, التي كان من المقرر استخدامها في العمليات القتالية ومبيدات الأعشاب التجارية، والتي تستخدم في القواعد العسكرية وحولها، إلخ.
في عام 1966م، زعمت وزارة الدفاع الأمريكية أن مبيدات الأعشاب المستخدمة في فيتنام ليست ضارة بالناس أو البيئة. وفي عام 1972م اكتشفت شوائب حالت دون استخدام مبيدات الأعشاب هذه في فيتنام ولذلك كان يجب إعادة جميع المخزونات المتبقية إلى الولايات المتحدة. في عام 1977م دمرت القوات الجوية الأمريكية مخزونها من العامل البرتقالي على بعد 200 ميل غرب جزيرة جونستون على متن سفينة المحرقة M / T Vulcanus. مادة، 2,3,7,8-رباعي كلورو ثنائي بنزو-بي-ديوكسين (TCDD) كانت مادة مسرطنة اشتبه أنها أثرت على صحة أكثر من 17000 جندي أمريكي و 4000 أسترالي و 1700 نيوزيلندي و كوري وعدد لا يحصى من الجنود والمدنيين الفيتناميين، وأكثر من 40.000 طفل من أبناء قدامى المحاربين ربما يعانون من عيوب خلقية بسبب استخدام مبيدات الأعشاب.
بعد عقود من الزمن، ظلت مشكلة حرب مبيدات الأعشاب العالقة كمسألة مهيمنة في العلاقات بين الولايات المتحدة وفيتنام. في عام 2003م، قام تحالف من الناجين الفيتناميين وضحايا العامل البرتقالي برفع دعوى قضائية ضد عدد من الشركات الكيميائية الأمريكية والمتعددة الجنسيات للحصول على تعويضات تتعلق بتصنيع واستخدام المادة الكيميائية. رفض قاضٍ فيدرالي الدعوى، مدعياً أن الادعاء بالمسؤولية المباشرة باطل.